# Scopula scialophia
Scopula scialophia är en fjärilsart som beskrevs av Louis Beethoven Prout 1919. Scopula scialophia ingår i släktet Scopula och familjen mätare. Inga underarter finns listade.